# Adja Rose Basse
Adja Rose Basse est une militante sénégalaise pour l'indépendance, membre de la Section française de l'Internationale ouvrière et du Bloc démocratique sénégalais, morte le 31 octobre 2005,.

## Biographie
D'abord membre de la SFIO, Adja Rose Basse deviendra vice-présidente de l'Union des femmes du Sénégal (U.F.S.).
Elle s'initie à la politique en 1946 auprès de Lamine Gueye au sein du parti socialiste. En tant que syndicaliste, elle est identifiée par Gueye comme fondatrice du Mouvement des femmes travailleuses du Sénégal,.
En juillet 1958, elle assiste au nom de l'UFS au congrès du Rassemblement démocratique africain (RDA) à Cotonou au Bénin. Elle y réclame l'indépendance immédiate et totale plutôt qu'une communauté européenne. Basse est parmi les porteurs de pancartes avec d'autres femmes de l'UFS face au général de Gaulle venu à Dakar le 26 août 1958.
Elle représente les femmes sénégalaises au séminaire des femmes africaines à Ibadan, au Nigéria en 1960.
À la création de l'Union Progressiste Sénégalaise (l'UPS), elle est la seule femme membre du bureau exécutif provisoire en 1958. Elle y occupe le poste de secrétaire à la propagande.
Alliée de Mamadou Dia, elle est emprisonnée en 1963 à la suite de la crise politique de 1962 opposant Dia et Senghor. Après quelques années sans militer, à la retraite elle s'intéresse à des associations musulmanes. 
Adja Rose Basse meurt le 31 octobre 2005.